# Assunção Esteves
Maria da Assunção Andrade Esteves GCC (Valpaços, Valpaços, 15 de outubro de 1956) é uma política portuguesa. Foi a primeira mulher a desempenhar o cargo de Presidente da Assembleia da República Portuguesa, entre 2011 e 2015, tendo sido anteriormente deputada do Parlamento Europeu e deputada da Assembleia da República, eleita pelo PSD.

## Biografia

### Vida pessoal
Nasceu em 15 de Outubro de 1956, em Valpaços. Filha de Manuel António Esteves e de sua mulher Efigénia de Sousa Andrade, é a segunda de três irmãs. O pai, um alfaiate, revelava grande paixão pela política (foi nomeadamente apoiante de Humberto Delgado na sua candidatura presidencial) e comunicou-lha desde cedo.
Assunção Esteves completou em Valpaços o ensino primário e aí concluiu o 5.º ano do liceu, no Colégio Amor de Deus, em regime de externato. Estudou depois no Liceu Nacional de Chaves. Foi sempre aluna do quadro de honra. Ganhou os Prémios do Liceu dos anos em que o frequentou (1972-73, 1973-74).
A Revolução do 25 de Abril de 1974 encontrou-a precisamente no 7.º ano do Liceu, às portas da Universidade. A sua atividade extra-curricular foi então preenchida com a política. Filiou-se na JSD ainda em 1974, no mês de Setembro. E durante o serviço cívico – atividade cívica de estudantes que então fora imposta pelo Movimento das Forças Armadas aos estudantes candidatos à universidade – foi oradora em muitos comícios do seu partido, incluindo em Chaves ao lado de Francisco Sá Carneiro.
Entrou na Faculdade de Direito da Universidade de Lisboa no dia seguinte ao Golpe de 25 de Novembro de 1975.
Foi bolseira do DAAD na República Federal da Alemanha por três vezes. Fala inglês, francês e alemão. É licenciada em Direito (1980) e Mestre (1989) em Ciências Político-Jurídicas pela Faculdade de Direito da Universidade de Lisboa. Assunção Esteves é membro da Sociedade Portuguesa de Filosofia.
Foi casada durante 14 anos com o deputado e ex-ministro do PS Dr. José Alberto Rebelo dos Reis Lamego, Comendador com Estrela da Ordem do Mérito da Polónia a 22 de Setembro de 1997, do qual se divorciou e do qual não teve filhos.

### Profissional
Entre 1989 e 1999 foi assistente de Direito Público na Faculdade de Direito da Universidade de Lisboa, em Direito Constitucional e Direitos Fundamentais.
Entre 1989 e 1998, foi Juíza Conselheira do Tribunal Constitucional de Portugal.

### Política
Foi eleita deputada pela primeira vez em 1987, pelo PSD, durante a liderança de Cavaco Silva. Foi também presidente da 1.ª Comissão Parlamentar - Comissão de Assuntos Constitucionais, Direitos, Liberdades e Garantias (2002-2004) da Assembleia da República, até que foi eleita para o Parlamento Europeu (2004-2009). Foi membro da Comissão de Assuntos Constitucionais, da Comissão das Liberdades Cívicas, da Justiça e dos Assuntos Internos, da Subcomissão dos Direitos do Homem e da Delegação Parlamentar de Cooperação UE / Rússia.
Foi também membro do grupo especial do Parlamento Europeu para a Constituição Europeia e o Tratado de Lisboa.
Foi ainda membro da Comissão de Veneza, Conselho da Europa - Comissão para a Democracia pelo Direito (2002-2005).
Foi vice-presidente do Partido Social Democrata (Maio 2006 - Maio 2007); membro do Conselho de Jurisdição Nacional do Partido Social Democrata (1998-1999); membro da Comissão Política Nacional do Partido Social Democrata (1999-2000); Vice-Presidente do Instituto Sá Carneiro; Presidente da Assembleia de Freguesia dos Prazeres, em Lisboa.
Foi presidente do Movimento Europeu Portugal (2007-2011), que defende o federalismo europeu. Escreveu em 2007 no jornal Público o artigo "O Aborto, a Tragédia Grega e o Coro", que marcou o debate em torno do tema, tendo feito campanha a seu favor no referendo sobre o aborto de 2007, como já fizera em 1998.
Em 21 de junho de 2011, foi eleita sob proposta do PSD, Presidente da Assembleia da República de Portugal, da XII Legislatura, que terminou em 2015, com 186 votos a favor, 41 em branco, 1 nulo e 2 abstenções. Foi a primeira mulher a ocupar o cargo de presidente da Assembleia da República, a segunda figura do Estado Português.

## Polémicas

### Wikipédia
A revista "Sábado" afirmou a 1 de Abril de 2013 que existia, no gabinete da Presidente da Assembleia da República, um elemento que monitorizava o seu perfil na Wikipédia. Uma assessora terá apagado a informação de que Assunção Esteves foi casada com José Lamego, esteve envolvida num acidente de viação, um choque em cadeia em Faro em Agosto de 2011 em que uma idosa foi atropelada e o facto de se ter reformado com apenas 42 anos e depois de 9 anos a exercer como juíza conselheira no Tribunal Constitucional. A revista aponta que Assunção Esteves dava instruções ao gabinete para que estivesse atento às mudanças no seu perfil da Wikipédia. É referido, também, que não suporta ver publicado o facto de se ter reformado tão cedo e de receber mais de 7.000 € de pensão.

### Parlamento
Na tarde de 11 de Julho de 2013 protagonizou uma situação em que lidou particularmente mal com uma das manifestações de descontentamento popular que, por vezes, sucederam durante a Legislatura nas galerias da Assembleia da República Portuguesa, neste caso dum grupo numeroso na assistência que se encontrava nas galerias e gritava "Demissão!", sendo acusada de lidar muito mal com contrariedades e de lidar pior com desafios ao seu autoritarismo. Enervou-se e gritou duas vezes "Façam o favor de se retirar!". Seguidamente, fez a sugestão de que se repensasse a possibilidade do público deixar de ter acesso à casa da democracia, a declaração de que "não fomos eleitos para sermos amedrontados, desrespeitados", e uma citação de Simone de Beauvoir: "Não podemos deixar que os nossos carrascos nos criem maus costumes.", a qual frase tinha sido escrita a propósito da opressão Nazi sobre os Franceses durante a Segunda Guerra Mundial, com o que equiparou cidadãos portugueses que se manifestavam na casa da democracia a torturadores e carrascos Nazis, algo que lhe foi censurado por ser a Presidente da Assembleia da República Portuguesa e a segunda figura do Estado Democrático Português.

## Condecorações[13][14]
- Grã-Cruz da Ordem El Sol do Peru (26 de Julho de 2013)
- Grande-Oficial com Banda da Ordem Mexicana da Águia Azteca do México (17 de Agosto de 2015)
- Grã-Cruz da Ordem Militar de Nosso Senhor Jesus Cristo de Portugal (11 de Novembro de 2015)

## Obras publicadas
- "A Constitucionalização do Direito de Resistência", Lisboa, 1988
- "Estudos de Direito Constitucional", Lisboa, 2002
- "O Tratado de Lisboa", Lisboa, 2008
- Coautora na obra colectiva "Dicionário de Termos Europeus", Ed. Aletheia
- artigos vários em revistas académicas e jornais, Expresso, Público, Diário de Notícias